# Reuville
Reuville ist eine französische Gemeinde mit 149 Einwohnern (Stand: 1. Januar 2022) im Département Seine-Maritime in der Region Normandie. Die Gemeinde gehört zum Arrondissement Rouen und zum Kanton Yvetot. Die Bewohner werden Reuvillais und Reuvillaises genannt.

## Geografie
Reuville liegt im Zentrum des Départements, etwa 38 Kilometer nordnordwestlich von Rouen im Pays de Caux. Umgeben wird Reuville von den Nachbargemeinden Bretteville-Saint-Laurent im Norden, Saint-Laurent-en-Caux im Osten, Prétot-Vicquemare im Westen und Südwesten sowie Bénesville im Westen und Nordwesten.

## Bevölkerungsentwicklung
| Jahr                       | 1962 | 1968 | 1975 | 1982 | 1990 | 1999 | 2006 | 2013 | 2020 |
| Einwohner                  | 153  | 125  | 110  | 105  | 121  | 116  | 122  | 129  | 140  |
| Quellen: Cassini und INSEE |      |      |      |      |      |      |      |      |      |

## Sehenswürdigkeiten
- Die Kirche Saint-Pierre-et-Saint-Paul datiert aus dem 17. Jahrhundert
- Das Schloss wurde 1642 auf den Ruinen eines Holzhauses erbaut. Ein Flügel des Hauses wurde Anfang des 19. Jahrhunderts zerstört.